# Amapala (kommun)
Amapala är en kommun i Honduras. Den ligger i Departamento de Valle, i den sydvästra delen av landet, 100 km sydväst om huvudstaden Tegucigalpa. Antalet invånare är 9 687. Amapala ligger på ön Isla del Tigre.